# Takeshi Aoki
Takeshi Aoki, född 28 september 1982 i Gunma prefektur, Japan, är en japansk fotbollsspelare.